# Schweizer Frauen-Zeitung

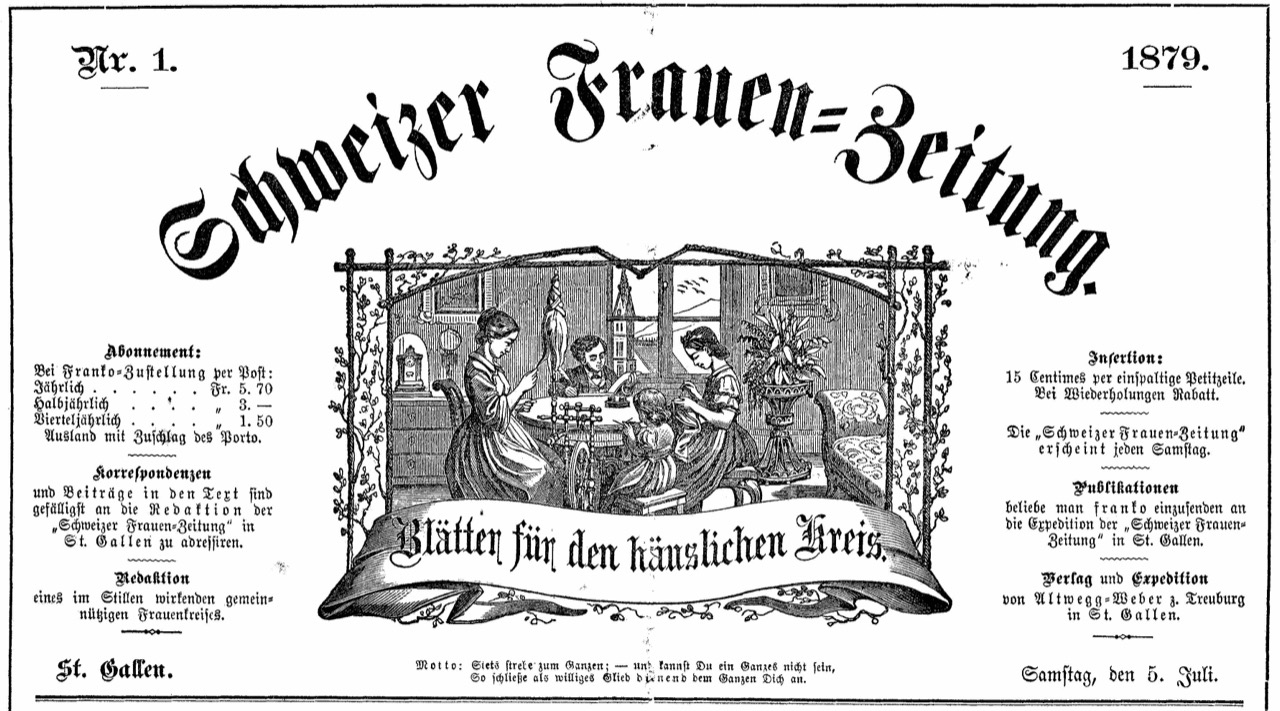
Titelseite der Erstausgabe der Schweizer Frauen-Zeitung 1879

Die Schweizer Frauen-Zeitung war eine wöchentlich erscheinende Zeitschrift für Frauen, welche 1879 in St. Gallen von Elise Honegger gegründet wurde. Sie war eine der ersten kommerziellen Frauenzeitschriften der Schweiz.

## Inhalte
Thematisch drehte sich die Zeitschrift um die Frau in ihrer Rolle als Ehefrau und Mutter mit Anleitungen zur Haushaltsführung und zu den Aufgaben der Frau in der Familie. Ziel war dabei aber auch, Frauen Zugang zu breiteren Berufsmöglichkeiten zu verschaffen. Ebenfalls wurde über politische Ereignisse berichtet und auch die Frauenbewegung in der Schweiz und im Ausland war ein Schwerpunkt.
Elise Honegger beteiligte sich an der Gründung des Schweizer Frauen-Verbands. Die Schweizer Frauen-Zeitung diente auch als Publikation des Verbands.
In der Erstausgabe schrieb Elise Honegger: «Die gedrückte, schlimme Lage des Frauengeschlechtes ist hauptsächlich bedingt: 1) von kleinlicher, unrichtiger Lebensauffassung der Frauen selbst; 2) vom ökonomischen Mangel; 3) von Charakterlosigkeit, Selbstsucht und Inkonsequenz der Männer; 4) von mangelhaften Gesetzen für den Rechtsschutz des weiblichen Geschlechtes. Diesen letzteren Übelstand zu beseitigen, unser Selbstbestimmungsrecht durch Gesetze zu wahren, die Willkür von Staat, Ehemännern und Vormündern dem Frauengeschlecht gegenüber zu beschränken – das ist der richtige Boden, auf welchem die Freunde der Frauen-Frage mit Erfolg für uns arbeiten können. Alles Übrige muss durch uns und aus uns selbst geschehen.»

## Entwicklung
Die Erstausgabe erschien am 5. Juli 1879. 1911 verkaufte Honegger die Zeitschrift an den Ringier-Verlag, blieb jedoch weiterhin Redaktorin. 1913 wurde die Schweizer Frauen-Zeitung mit der Frauen- und Moden-Zeitung für die Schweiz zusammengelegt.